# Желтохвостый цветной трупиал
Желтохвостый цветной трупиал (лат. Icterus mesomelas) — вид воробьиных птиц из семейства трупиаловых. Выделяют четыре подвида.

## Распространение
Ареал простирается от Мексики до западной части Перу и северо-западной части Венесуэлы. В Перу эти птицы живут, в том числе, в экологическом коридоре в речной долине.

## Описание
Длина тела 22—23 см, вес 70 г. Птицы обоих полов окрашены в основном в жёлтый, но спина, нижняя часть лица и верх грудки у них чёрные. Крылья чёрные с жёлтыми эполетами. Хвост, если смотреть на него сверху, чёрный с жёлтым, снизу же он выглядит почти полностью жёлтым.

## Биология
В кладке три яйца.

## Охранный статус
МСОП присвоил виду охранный статус LC.